# Kessel-Eik
Kessel-Eik est un village néerlandais situé dans la commune de Peel en Maas, dans la province du Limbourg néerlandais. Le 1er janvier 2007, le village comptait 750 habitants.

## Personnalités liées à la commune
- Sanne-Samina Hanssen, actrice